# Bellura matanzasensis
Bellura matanzasensis är en fjärilsart som beskrevs av Dyar 1922. Bellura matanzasensis ingår i släktet Bellura och familjen nattflyn. Inga underarter finns listade i Catalogue of Life.